# Сторожев, Александр Петрович
Алекса́ндр Петро́вич Сто́рожев (11 августа 1949, Уварово, Тамбовская область — 23 января 2012, Санкт-Петербург) — советский легкоатлет, специалист по бегу на средние и длинные дистанции, легкоатлетическому кроссу. Выступал на всесоюзном уровне в конце 1960-х — середине 1970-х годов, обладатель Кубка СССР, победитель и призёр стартов всесоюзного значения. Представлял Ленинград и спортивное общество «Трудовые резервы». Мастер спорта СССР.

## Биография
Александр Сторожев родился 11 августа 1949 года. Уроженец города Уварово Тамбовской области, в 1956—1964 годах учился в местной школе № 3 (ныне Детский образовательно-оздоровительный центр «Кристалл»).
Занимался лёгкой атлетикой с 1966 года, проходил подготовку в Ленинграде под руководством известного спортсмена и тренера Владимира Степановича Цымбалюка. Представлял всесоюзное добровольное спортивное общество «Трудовые резервы».
Первого серьёзного успеха на всесоюзном уровне добился в возрасте 17 лет, установив юношеский рекорд СССР в беге на 2000 метров в помещении — 5.42.4.
В 1969 году выиграл зимнее молодёжное первенство СССР в дисциплинах 1500 и 3000 метров, стал чемпионом СССР по кроссу на 4 км среди молодёжи. Установил молодёжные рекорды страны на дистанциях 1500 и 3000 метров — 3.47.2 и 8.19.4 соответственно. На летнем молодёжном чемпионате СССР одержал победу на дистанции 1500 метров и стал серебряным призёром в 5000-метровом забеге. По итогам сезона удостоен звания мастера спорта СССР.
В 1971 году превзошёл всех соперников на Кубке СССР в дисциплине 1500 метров.
Окончил Ленинградский техникум физической культуры и спорта «Трудовые резервы» (1971).
В 1975 году в матчевой встрече со сборной Финляндии занял третье место в беге на 5000 метров.
В 1977—1982 годах работал преподавателем в средней школе № 138 Калининского района.
Жена Людмила Сторожева (Галкина) тоже занималась лёгкой атлетикой. Сын Александр Сторожев младший так же добился определённых успехов в беге на средние дистанции, рекордсмен России в эстафете 4 × 1500 метров.
Умер от сердечного приступа 23 января 2012 года в возрасте 62 лет. Похоронен на Северном кладбище Санкт-Петербурга.
Ныне в городе Уварово по адресу ул. Шоссейная 1 установлена мемориальная доска А. П. Сторожеву.